# Home Computing Weekly
Home Computing Weekly è stata una rivista settimanale inglese, che si occupava di videogiochi e di informatica. È stata fondata nel marzo 1983 e ha trattato, nelle sue 133 uscite, del primo periodo del boom delle console domestiche. Dopo l'uscita dell'ultimo numero, l'8-14 ottobre 1985, venne incorporata a Popular Computing Weekly.